# Poul Middelboe
Poul Middelboe (30. september 1883 i København – 12. august 1952) var en dansk søofficer og ingeniør.

## Karriere
Han var søn af kontreadmiral Christian Giørtz Middelboe og hustru Hedevig Therese f. Lund, blev kadet 1901, sekondløjtnant 1905, var med skonnerten Ingolf til Dansk Vestindien 1905-06 og med krydseren Heimdal til Middelhavet 1906-07, blev premierløjtnant 1907, fik skibsførerbevis 1908 og tog afsked fra Søværnet 1909 for at studere skibsbygning i Skotland på Armstrong College og University of Durham, hvor han tog afgangseksamen 1910.
Middelboe blev dernæst ingeniør i A/S Burmeister & Wains Maskin- og Skibsbyggeri 1910, driftsbestyrer 1923 og var underdirektør 1929-33. Han var ansat hos Dorman, Long & Co. som ledende ingeniør for bygningen af Storstrømsbroen, var direktør for og formand i bestyrelsen for Dansk Engelsk Staal-konstruktions Aktieselskab og associeret Dorman, Long & Co. 1933-39.
Han blev sideløbende kaptajnløjtnant i reserven 1923, orlogskaptajn 1940 og fik atter afsked fra Søværnet 1943. Middelboe var dog til tjeneste ved Søværnet 1939-44 og 1946-47. Han var Ridder af Dannebrog og Dannebrogsmand.

## Ægteskaber
Middelboe blev gift 1. gang 21. september 1907 med Ellen de Nully Brown (7. marts 1888 – 1960), som han havde mødt i Dansk Vestindien. Hun var datter af skibsreder Peter de Nully Brown og Julie Frederikke Augusta født Halberg. Ægteskabet blev opløst. 2. marts 1916 ægtede han i Holmens Kirke skuespillerinde Ingeborg Elisabeth Larsen (1887-1931), datter af grosserer Victor Charles Larsen og Louise Gertha født Ludvigsen. 3. gang ægtede han 15. januar 1932 skuespillerinde Gudrun Nissen født Houlberg (1889-1940, gift 1. gang med Helge Nissen).
Det Kongelige Bibliotek og Forsvarets Bibliotek har portrætter af Middelboe.
Poul Middelboe er begravet på Vestre Kirkegård.